# Arne Fernlund
Arne Olaf Fernlund, född 5 september 1963, är en svensk pionjär inom spelutveckling.
Han arbetade år 1983 för Handic Software, från sitt föräldrahem, och skapade en av de första svenska kommersiella spelframgångarna; Space Action för Commodore 64. Spelet såldes i 11 000 exemplar, och särskilt påtaglig blev framgången i Italien där 7 000 exemplar såldes. Ett år senare släppte han uppföljaren Space Trap som även det fick försäljningsframgångar.
Fernlund utvecklade spel redan till Vic-20, den första hemdatorn från Commodore. Spelen var både sådana som såldes via Tial Trading i Älmhult och spel som aldrig gavs ut. Efter framgången med Space Action började han arbeta med en uppföljare, Space Action II, men gjorde aldrig färdigt det.
Fernlund har senare också arbetat som filmproducent.